# 牛の角突き

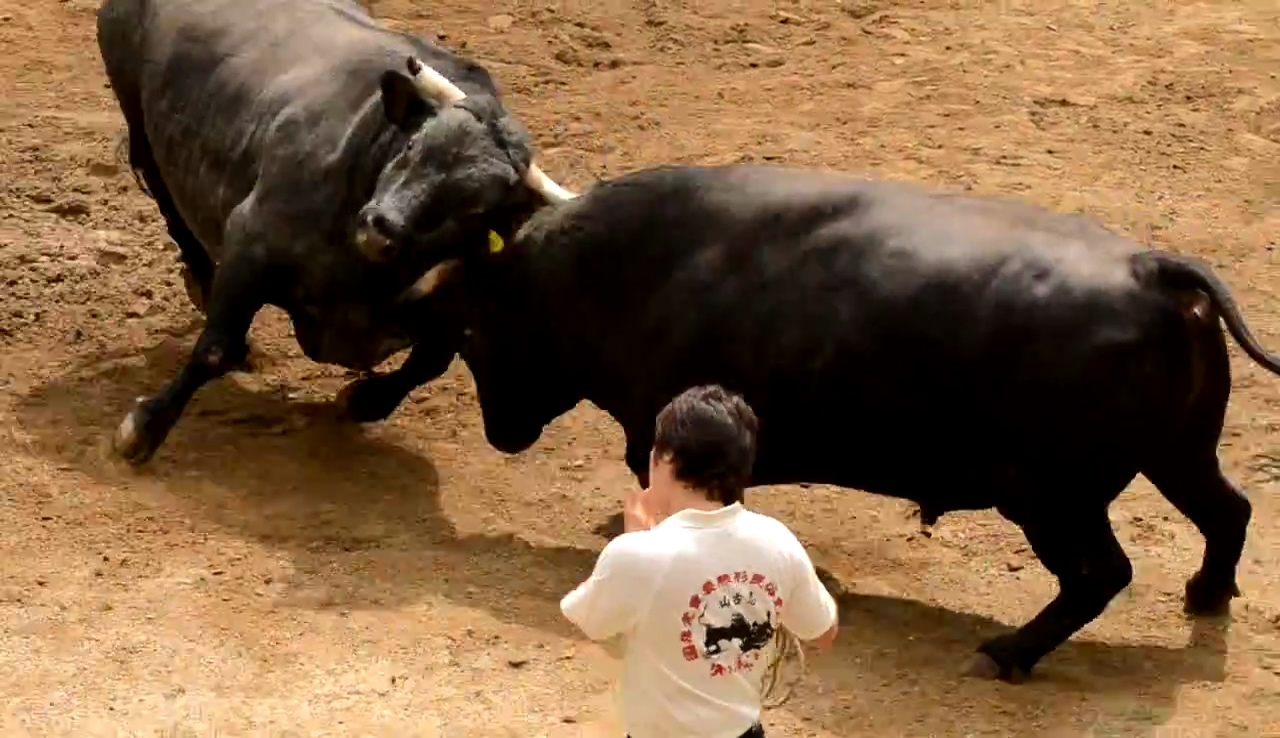
山古志の牛の角突き

牛の角突き（うしのつのつき）とは、新潟県長岡市山古志地域（旧：山古志村）・小千谷市などの「二十村郷」周辺で江戸時代より行われている闘牛の一種である。
国の重要無形民俗文化財に指定されている。2004年の新潟県中越地震で開催が中断されたが、2005年に長岡市では長岡市東山ファミリーランドを、小千谷市では小千谷市白山総合運動場を仮設闘牛場として再開した。

## 歴史

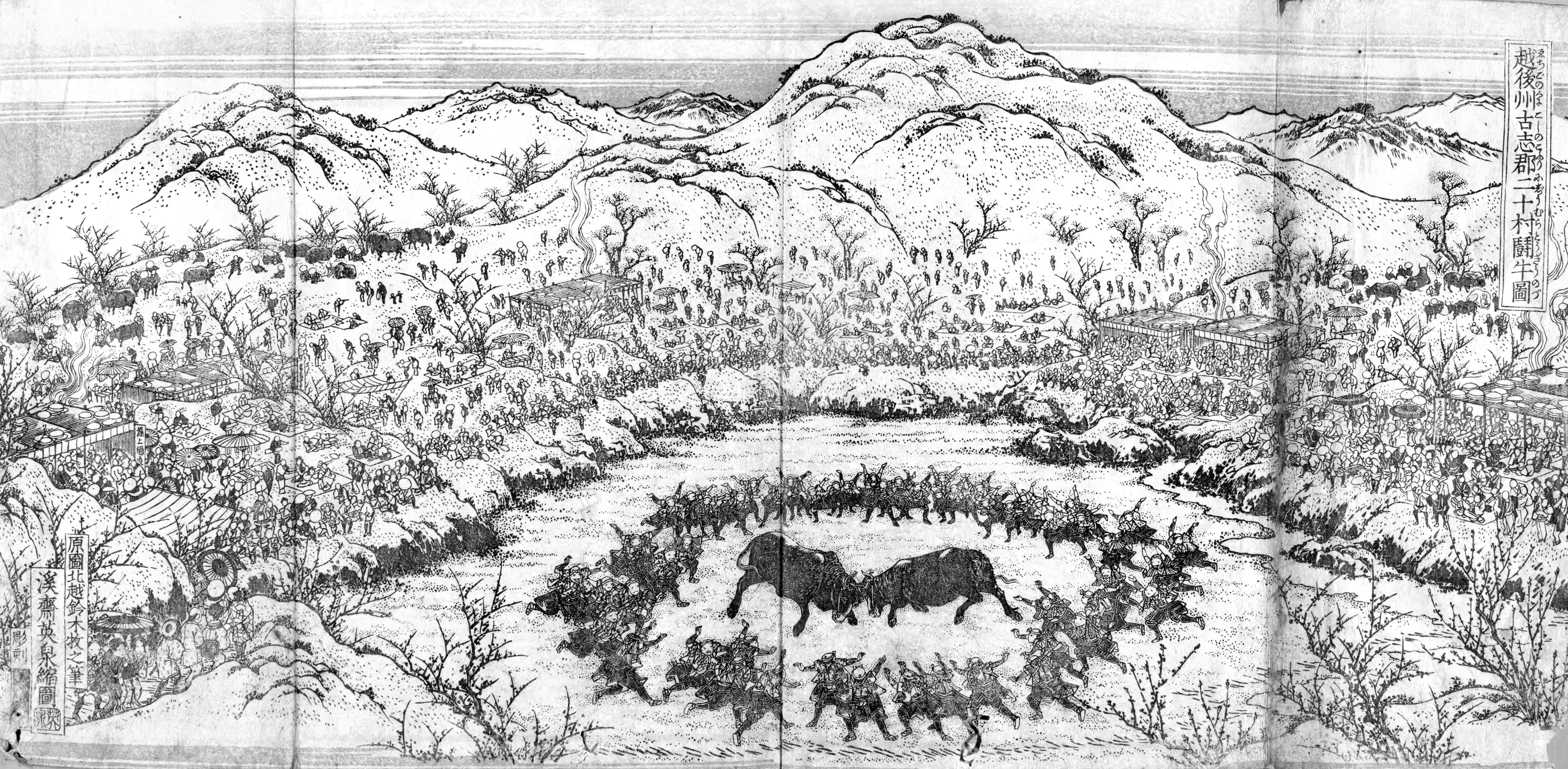
『南総里見八犬伝』内の「越後州古志郡二十村闘牛図」。左下に「原図北越鈴木牧之筆 渓斎英泉縮図」と鈴木牧之の『越後古志郡二十村闘牛之図』が元絵となったことが記されている。『南総里見八犬伝』内では小千谷の話となっているが、モデルとなったのは旧山古志村虫亀（現・長岡市）といわれ、闘牛場の背後に描かれた山や地形が虫亀地区とそっくりだとかつて山古志村長を務めた酒井省吾も述べている。

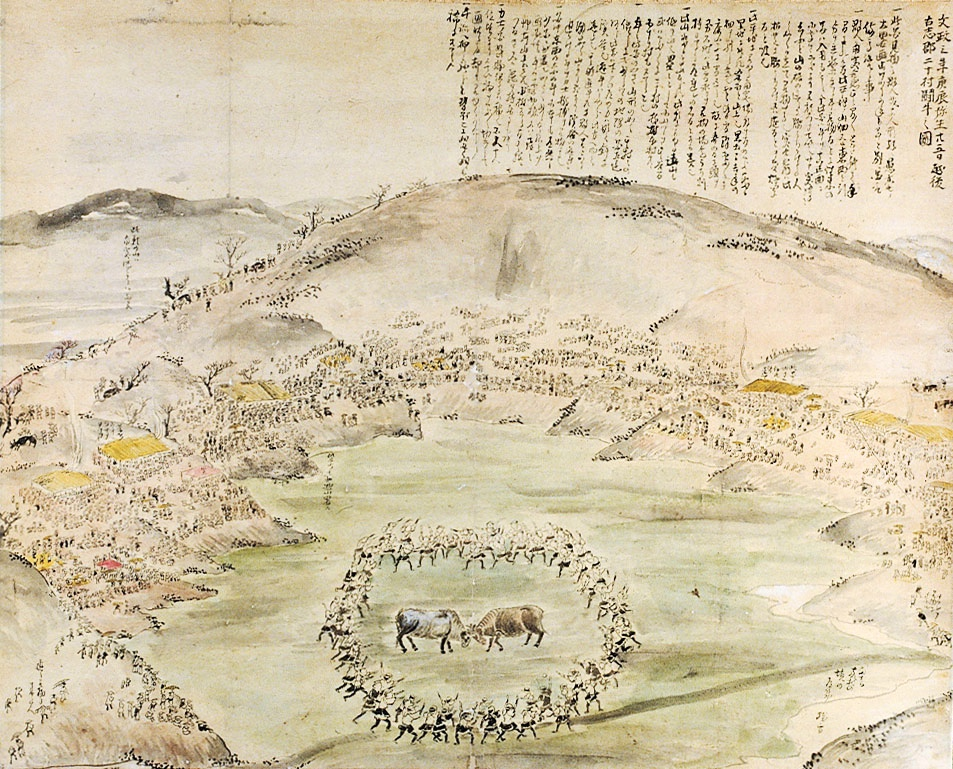
『越後古志郡二十村闘牛之図』（鈴木牧之、文政3年（1820年））。長岡市立中央図書館所蔵。曲亭馬琴の依頼により鈴木牧之が越後国古志郡二十村（現・新潟県長岡市山古志虫亀）で行なわれていた闘牛の取材をしたときに描いたもの。

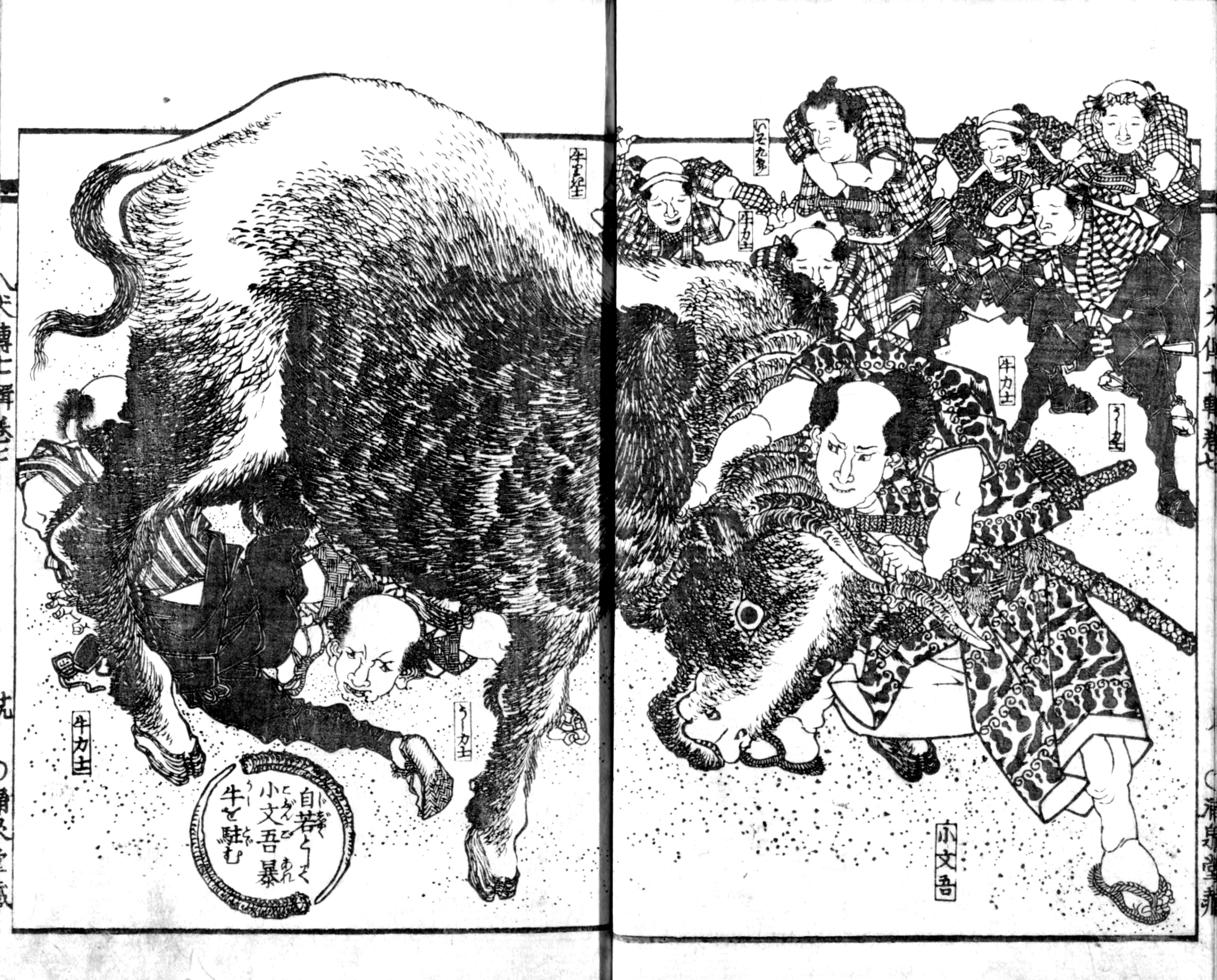
『南総里見八犬伝』第七輯 巻之七（曲亭馬琴作、柳川重宣画、文政13年（1830年）刊）には二十村郷の牛の角突きのエピソードが登場する。挿絵「自若として小文吾暴牛を駐む」

二十村郷の牛の角突きの習俗は数百年以上、一説には千年以上続いているともいわれる。江戸時代後期に曲亭馬琴が著した大長編読本『南総里見八犬伝』に二十村郷の牛の角突きが登場することから、この頃には既に始まっていたのは確かである。起源として、岩手県南部地方から鉄を売りにきた商人が運搬役の牛も売って帰ったため、その牛を荷役として使うかたわら闘牛も始めたという説、大陸から越後国に移住した人々が牛を持ち込み闘牛も伝えたという説の2説が伝わっているが定かではない。
明治から大正期には、二十村郷で約130軒ほどの家が角突き用の牛を1～2頭飼育し盛んに行われていた。1978年5月22日、古くから行なわれている習俗がよく保たれ伝承されているとして国の重要無形民俗文化財に指定。平成期に入っても2004年の新潟県中越地震前までは旧山古志村で約100頭、小千谷市で約40頭の角突き用の牛が飼育されていた。
闘牛場内への立ち入りは長らく女人禁制であったが、2018年5月に取組後の牛の「引き回し」のため立ち入りが認められた。闘牛ファンの女性が牛持ち(牛のオーナー)になり、「女子部」を作って普及に努めたことが考慮されたという。

## 特徴
勢子は鼻綱を放してウシを組み合わせる。他地域の闘牛と異なり、基本的に明確な勝敗が付く前、もしくは膠着状況になった時点で引き離すことが原則。これは神事であること、またウシの闘争心を維持するために行われるという。

## 会場

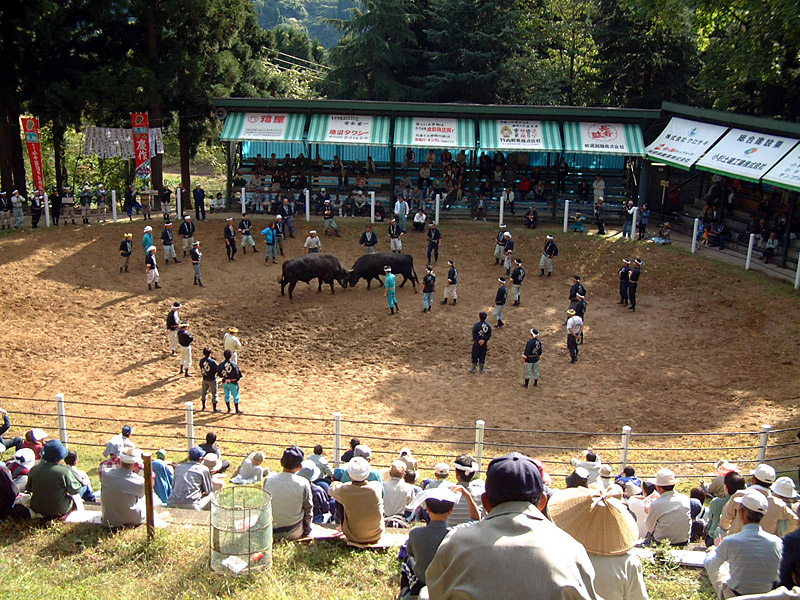
小千谷闘牛場

山古志闘牛場（長岡市山古志南平）、小千谷闘牛場（小千谷市小栗山）の会場で5月～11月頃まで、それぞれ毎月1回程度開催される。

## 映画
- 『越後二十村郷の牛の角突』-1981年製作。姫田忠義監督。日活配給。

## ギャラリー

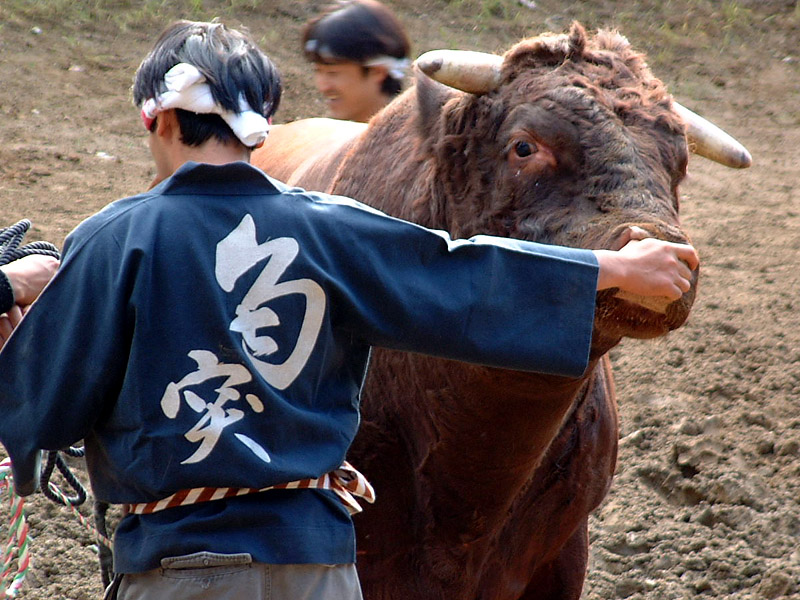
牛と勢子
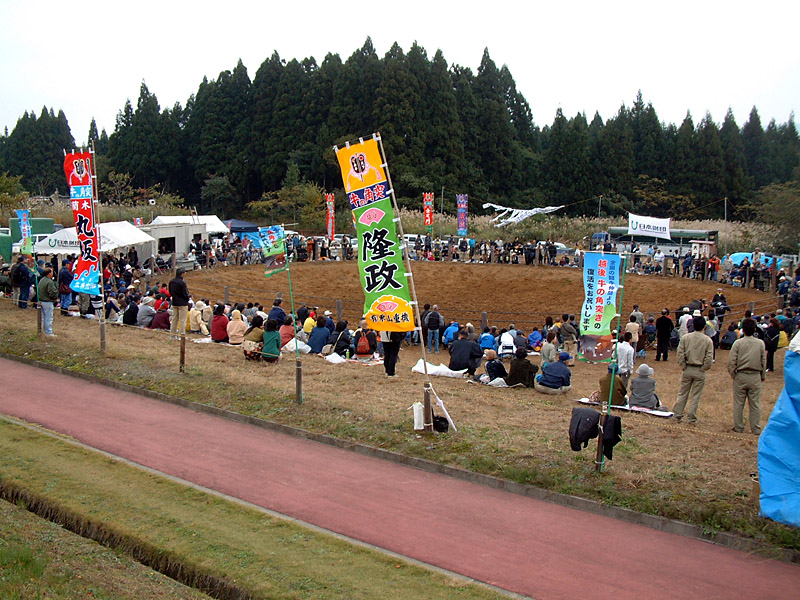
新潟県中越地震の翌年は仮設闘牛場で開催された（小千谷市白山運動公園）
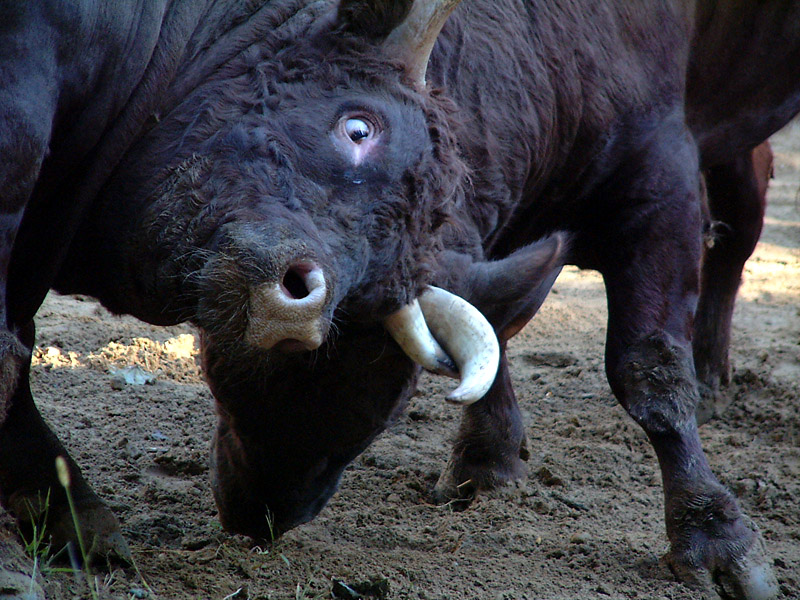
角を突き合わす牛
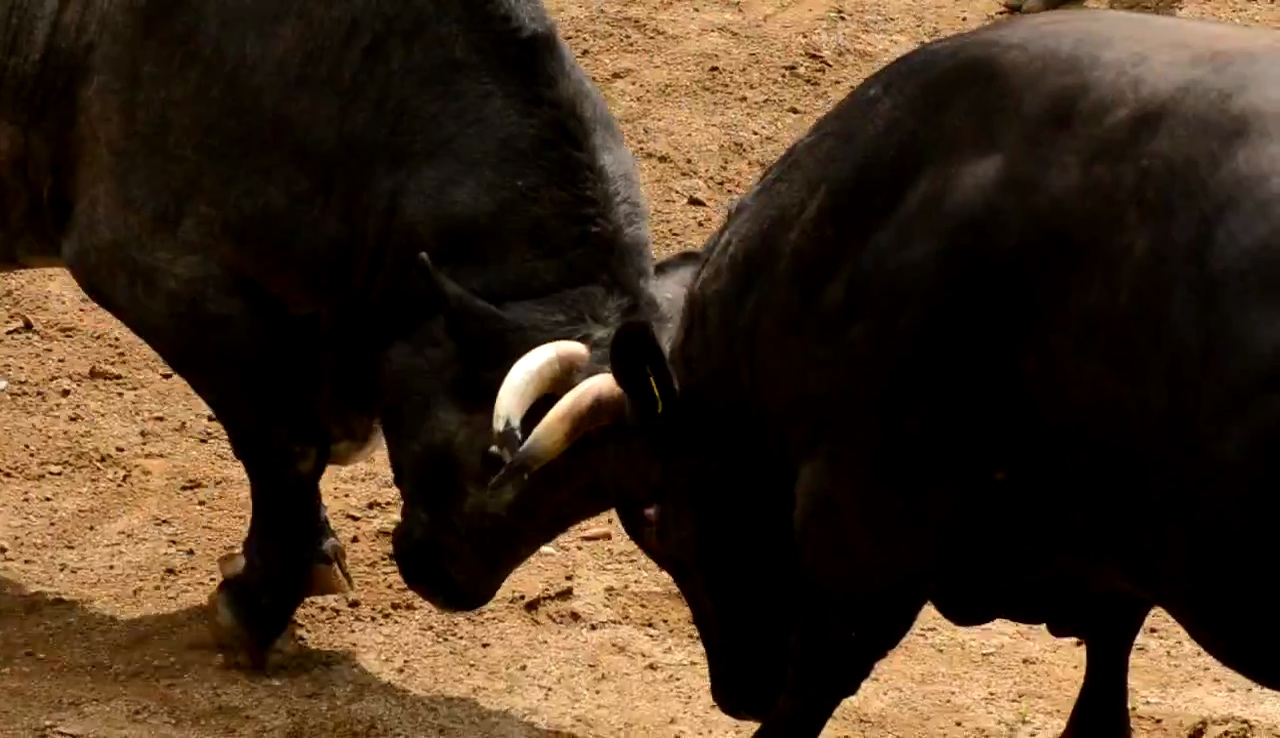
山古志の牛の角突き
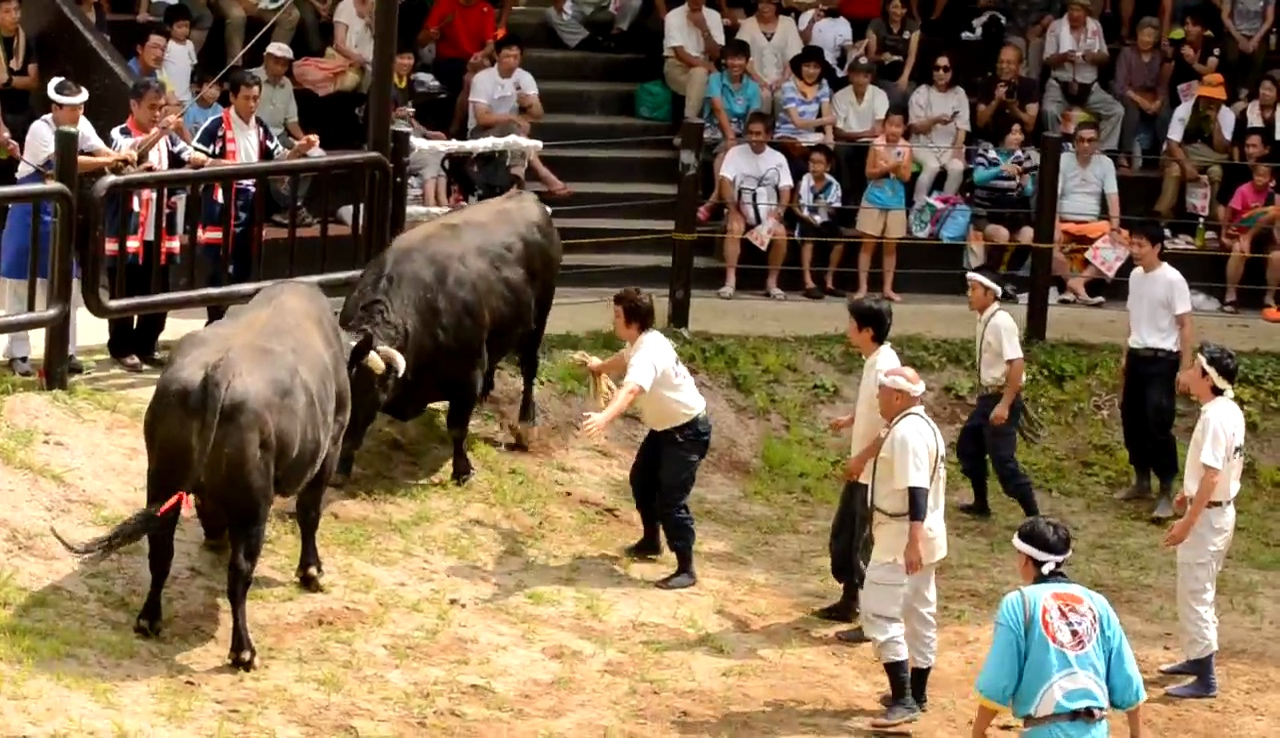
山古志の牛の角突き